# Jordi Ramisa Martínez

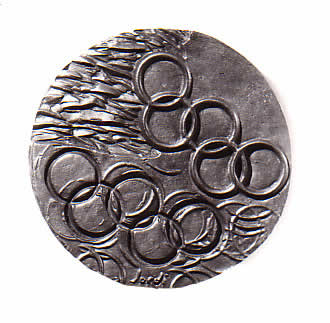
Olympic movement. Anverso. Bronce fundido. 180mm. Jordi Ramisa. 1992

Jordi Ramisa Martínez (Barcelona, 6 de octubre de 1960-Roma, 30 de abril de 2014) fue un arquitecto español, escultor y profesor de dibujo.
En 1979 obtiene el Baccalauréat de l'Enseignement du Second Degré por l'Académie de Toulouse y la Universidad Paul Sabatier. Es arquitecto por la Escuela Técnica Superior de Arquitectura de Barcelona (Universidad Politécnica de Cataluña), 1994. És coautor junto con el escultor Josep Ramisa i Vallcorba de quince de los anversos de la Medallas oficiales conmemorativas de los Juegos Olímpicos de Barcelona 1992. Ha expuesto una medalla titulada Olympic movement, en el Museo Británico de Londres en el marco de la muestra In the Round organizada por la Federación Internacional de la Medalla de Arte en el año 1992.

## Exposiciones colectivas
- Museo y Centro de Estudios del Deporte Doctor Melcior Colet
- Museu Olímpic i de l'Esport Joan Antoni Samaranch (sección de numismática, en el  centro).
- In the Round: Contemporary art medals of the world, en una exposición temporal en el Museo Británico, Londres, 11 de septiembre - 25 de octubre de 1992.
- Mostra d'Arts plàstiques d'Arquitectes'97. Colegio de Arquitectos de Cataluña. Barcelona, del 3 al 18 de abril de 1997.